# Sympycnus intermedius
Sympycnus intermedius är en tvåvingeart som beskrevs av Becker 1922. Sympycnus intermedius ingår i släktet Sympycnus och familjen styltflugor. Inga underarter finns listade i Catalogue of Life.